# Fratelli Lorenzetti
I fratelli Pietro Lorenzetti (Siena, 1280/85 circa – 1348 circa) e 
Ambrogio Lorenzetti (Siena, 1290 circa – Siena, 1348) sono stati due pittori italiani, tra i maggiori del Trecento italiano.
Dopo Duccio di Buoninsegna e Simone Martini sono considerati la terza colonna portante del Trecento senese, ovvero di una delle scuole più importanti a livello europeo per il rinnovo della pittura. Dotati di uno stile elegante ed accattivante, a tratti ricco di spunti innovativi dalla realtà, ebbero una carriera prima comune e poi parallela. Pietro lavorò tra l'altro ad Assisi, mentre ad Ambrogio spetta il celeberrimo ciclo dell'Allegoria ed effetti del Buono e del Cattivo Governo a Siena.
La loro scomparsa, durante la peste nera, coincise con il crollo demografico, economico e sociale della crisi del Trecento: anche l'arte italiana subirà una sorta di eclissi, senza esponenti innovativi di primissimo rilievo fino alla ripresa del Rinascimento.